# Paepalanthus lingulatus
Paepalanthus lingulatus är en gräsväxtart som först beskrevs av August Gustav Heinrich von Bongard, och fick sitt nu gällande namn av Carl Sigismund Kunth. Paepalanthus lingulatus ingår i släktet Paepalanthus och familjen Eriocaulaceae. Inga underarter finns listade i Catalogue of Life.